# Національний академічний український драматичний театр імені Марії Заньковецької
Будівлю Націона́льного академі́чного украї́нського драмати́чного теа́тру і́мені Марі́ї Занькове́цької було відкрито, як «Скарбківський театр» (від імені його засновника, Станіслава Скарбека) у Львові 28 березня 1842 року. На момент відкриття був третім за розмірами театром Європи. Будинок театру займає цілий квартал, обмежений вулицею Лесі Українки, проспектом Свободи, площею Князя Ярослава Осмомисла та вулицею Театральною. Зведений у класичному стилі за проєктом архітекторів Л. Піхля та Й. Зальцмана. Трупа самого театру приїхала до Львова у 1944 році.

## Історія трупи театру

### Народження театру. 1917—1921
Історія мистецьких подій, як і будь-яке художнє явище, невіддільне від тих суспільно-політичних реалій, в яких вони відбуваються. В першу чергу це стосується такого широкопластового духовного вияву як театр.
У перші дні становлення молодої незалежної держави в 1917 році Україну та її столицю Київ залив справжній вибух національної художньої активності, в якому домінуючою була нова театральна заява.
У рамках цих подій при Троїцькому народному домі в Києві зорганізовується Комітет українського національного театру, який згодом був трансформований у державну структуру, яку очолив драматург і політичний діяч Володимир Винниченко.
Стараннями Комітету УТН у серпні того ж року був створений перший державний театр України — Український національний театр, що об'єднав акторів мандрівних труп Івана Мар'яненка, Трохима Колесниченка, Івана Сагатовського. Новоутворений осередок складали митці найвищого рівня. З-поміж них актори Л. Ліщинська, Г. Борисоглібська, К. Лучицька, І. Мар'яненко, І. Сагатовський, режисери Микола Вороний, Григорій Гаєвський, музиканти Олександр Кошиць, Василь Верховинець, художники Михайло Бойчук, Василь Кричевський, Сергій Худяков та Л. Космина.
16 вересня 1917 року в приміщенні Троїцького народного дому новий театр розпочав життя п'єсою Володимира Винниченка «Пригвождені». Однак, поступальний розвиток театрального руху неодноразово переривався військово-політичними протистояннями в Україні 1917—1919 років. Це призвело до періодичних зупинок, а в 1918 році — до реорганізації в Державний народний театр. Через постійні зміни урядів у столиці Державний народний театр в 1919 році перейменовується на Український народний театр, а згодом просто в Народний театр.
Державний народний театр продовжував традиційну лінію Українського Національного театру. В склад трупи входять провідні українські митці — Марія Заньковецька, Варвара Любарт, О. Полянська, Григорій Маринич, Борис Романицький, а також талановита молодь. У такому вигляді ДНТ під фаховим керівництвом Панас Саксаганського працював до 1922 року.

### Театр у мандрах. 1922—1930
Початок 1920-х років відкрив нову сторінку театру, пов'язану з приходом радянської влади. У 1922 році його було перейменовано на Державний драматичний народний театр Губполітпросвіти, а через декілька місяців на театр імені Марії Заньковецької. Керівництво колективу, режисери Олександр Корольчук та Борис Романицький в непростих умовах розпочали творчий рух нового об'єднання.
Досить скрутне економічне становище змусило театральний колектив поїхати на довготривалі гастролі по містах України. Місяцями митці працювали в Чернігові, Кременчуці, Харкові, Запоріжжі, Дніпропетровську, Полтаві, Луганську, Кривому Розі та інших населених пунктах. За вісім років цього «мандрівного» періоду актори театру відвідали близько ста міст і зіграли велику кількість вистав, також проводили виступи та лекції.
У репертуарній афіші були «Гайдамаки» Тараса Шевченко, «Лихоліття» Гната Хоткевича, «Чорна рада» Спиридона Черкасенка, «Розбійники» Фрідріха Шиллера, «Ревізор» Миколи Гоголя, «Тартюф» Жана Батиста Мольєра, «97» Миколи Куліша, «Отелло» Вільяма Шекспіра, «Господиня заїзду» Карла Гольдоні, «Примари» Генріка Ібсена, «Мазепа» Юліуша Словацького, «Р. У. Р.» Карела Чапека тощо.
У творчому колективі яскраво проявили свій талант режисери Борис Романицький, Олександр Корольчук, Панас Саксаганський, І. Богаченко, О. Загаров, Лесь Курбас, Доміан Козачковський, Т. Лучко, Михайло Донець, Іван Крига, художники І. Бурячок, П. Погрібний, І. Таран, А. Резников, М. Санников, І. Желаєв, Л.Фесінг, Г. Орлов, К. Панадіані, І. Богданович, Р. Чичорський, О. Жулинський.
Не беручи до уваги складний та драматичний період 1920-1930-х років, коли театральне мистецтво перебувало під пресом жорстокого ідеологічного контролю, митцям вдавалось творити речі справжнього мистецтва, що викликало як прихильні відгуки критиків, так і наступну зміну статусу театру.

### Запорізький період. Військові лихоліття. 1931—1944
З 1931 року театр ім. Марії Заньковецької здобуває статус Державного та отримує стаціонарну прописку в Запоріжжі. На той час тут сконцентрувалась прогресивна науково-технічна думка, позначена будівництвом Дніпрогесу та загальною індустріалізацією. Відповідний відбиток був накладений і на театральний репертуар. Одними із перших вистав були поставлені п'єса «Гута» Григорія Кобця та «Комуни в степах» Миколи Куліша, де підіймались властиво соціалістичні проблеми.
Поступово цей ейфорійно-комуністичний напрям вдалося дещо вгамувати. Глядачі із задоволенням почали відвідувати «Доходне місце» Олександра Островського, «Весілля Кречинського» Олександра Сухово-Кобиліна, «Марусю Чурай» Івана Микитенка, а також відновлені постановки «Мартин Боруля» Івана Карпенка-Карого, «Ой, не ходи Грицю та й на вечорниці» Михайла Старицького, «Наталка-Полтавка» Івана Котляревського.
Прикметно, що запорізький період відзначився рядом визначних здобутків у постановці творів світової та української класики. Завдяки натхненній і самовідданій праці у золоту спадщину української культури ввійшли драматичні твори Івана Кочерги, Івана Микитенка, Олександра Левади тощо. Здобули визнання актори Борис Романицький, Варвара Любарт, Василь Яременко, Володимир Данченко, Віра Полінська, Антоніна Фразенко, Гафія Кушніренко, Наталія Половко, режисери Іван Богаченко, Василь Харченко, композитор Олександр Радченко, художники Федір Нірод, Юрій Стефанчук.
Були і трагічні сторінки в історії театру. «На сьогодні встановлено 37 імен репресованих „заньківчан“. Серед них перший директор театру Максим Лебідь, актори Євген Захарчук, Лесь Олесь (справжні ім'я та прізвище Федір Погребний), Микола Богданович, Петро Колесник, Євген Золотаренко, Степан Зубко, Клавдія Даценко, Вікторія Янчук, режисери Андрій Ирій та Іван Крига, а також музиканти оркестру, хористи, реквізитори».
Поступальний рух театру був пригальмований в 1941 році подіями другої світової війни. В умовах військової загрози колектив був евакуйований спочатку на Кубань, а потім в Сибір. Тут, в стародавньому місті Тобольську, було поновлено професійну діяльність. Не дивлячись на відповідну військово-ідеологічну спрямованість вистав того часу, група однодумців з успіхом поновила окремі вистави українського національного репертуару, які демонструвалися в містах і містечках регіону, збираючи численну і вдячну аудиторію.
В середині 1943 року колектив у повному складі переїздить до міста Новокузнецька на Кузбасі, де продовжує свою роботу. Крім того, на базі театру створюються театрально-концертні бригади, що обслуговують армійські підрозділи та лікарні.
В цих воєнних умовах вдалося зберегти практично весь основний кістяк театру, перед яким вже з 1944 року розпочиналась нова історія.

### Львівський період. 1944—1990
1944 рік приніс несподіваний поворот долі театру ім. М.Заньковецької. Урядом було прийнято рішення перевести колектив на постійну роботу у давній Львів.
До галицької столиці переїхали фактично всі провідні митці — Борис Романицький, Василь Яременко, Варвара Любарт, Надія Доценко, Фаїна Гаєнко, Кость Губенко, Петро Голота, Іван Овдієнко, Наталія Половко, Іван Слива, Микола Пенькович, Олекса Писаревський, Володимир Данченко, Володимир Максименко, Віра Полінська, режисери — Віктор Івченко, Василь Харченко, художник — Юрій Стефанчук, композитор — Олександр Радченко. Згодом до трупи були запрошені місцеві актори Іван Рубчак, Леся Кривицька. До трупи приєдналася талановита молодь — Володимир Аркушенко, Ганна Босенко, Олексій Гай, Борис Мірус, Катерина Хом'як, Любов Каганова, Стефанія Стадниківна та Ярослав Геляс.
50-ті роки позначилися творчим зростанням колективу. Завдяки головному режисеру Б.Тягну та режисеру В. Івченку у репертуарі з'явились вистави: «Вій, вітерець!» Яніса Райніса, «Доки сонце зійде, роса очі виїсть» Марка Кропивницького, «Лісова пісня» Лесі Українки, «Гамлет» Вільяма Шекспіра та «Фауст і смерть» Олександра Левади. Поряд працювали молоді режисери Анатолій Ротенштейн та Анатолій Горчинський. Успіх разом з акторами розділили режисери Олексій Ріпко, Сергій Сміян, Михайло Гіляровський, Сергій Данченко, Володимир Опанасенко, сценограф Мирон Кипріян, який ось уже 40 років є головним художником театру, а також завідувач трупи Ю. Турчин, який працює з 1950 року.
1960-ті роки театр поповнили талановиті актори В'ячеслав Сумський, Ганна Опанасенко, Богдан Кох, Богдан Антків, Олександр Гринько, Володимир Глухий, Лариса Кадирова, Богдан Ступка, Святослав Максимчук, Віталій Розстальний, Ганна Плохотнюк, Алла Корнієнко, Богдан Козак, В. Коваленко, Юрій Брилинський, було запрошено до театру подружжя — Федір Стригун та Таїсія Литвиненко.
1970-ті роки були позначені талановитим керівництвом Сергія Данченка, а нові актори (Петро Бенюк, Євген Федорченко, Г. Шумейко, Анатолій Хостікоєв), що влилися до складу групи, склали молоду парость заньківчан.
В 1972 році театру було присвоєно звання «академічного».
Наприкінці 1970-х років трупу поповнили молоді актори: Олександра Бонковська, Олександра Гуменецька, Д. Зелізна, Галина Давидова, Л. Лев, Вадим Сікорський, Януш Юхницький, Вадим Яковенко, Любов Боровська, Іван Бернацький, Л. Нікончук, Т. Бобеляк.
1980-ті роки для заньківчан були важкі, але вистави режисерів Алли Бабенко та Анатолія Кравчука тримали високий рівень майстерності.
У 1987 році колектив заньківчан очолив Федір Стригун. Хвиля піднесення національної свідомості вимагала не лише нового репертуару, але й нових відкритих форм розмови з глядачем. Заньківчани стають трибуною громадської думки, резонатором суспільних проблем, повертаючи в репертуар твори і теми, які були заборонені тоталітарною системою.

### Театр у Незалежній Україні. 1991—2018
Відновлення Незалежності Української держави 1991 року принесло ейфорію та водночас розгубленість. Хвиля піднесення національної культури вимагала не лише нових нетрадиційних виразів, але і адекватної реакції публіки.
В цей непростий, перехідний період керівництво театру ім. Марії Заньковецької вибрало,можливо, одне з найкращих рішень. Воно відкрило свої серця і двері для різних груп та об'єднань, розгорнуло широкоформатну панораму формовиражень (вечори, лекції, акції), дозволило найрадикальніші експерименти, в яких реальним критиком мав стати народ, а не функціонери від мистецтва. Попри професійно-фахову роботу театр став трибуною громадської думки, рупором нових ідей і заяв.
Вистави останнього десятиліття підняли творчий і мистецький рівень заньківчан: «Гайдамаки» Тараса Шевченка, «Безталанна» Івана Карпенка-Карого, «Маруся Чурай» Ліни Костенко, «Павло Полуботок» Костя Буревія, «Ой, радуйся, земле…» (вертеп), «Народний Малахій» Миколи Куліша, «Ісус, Син Бога Живого» Василя Босовича, «Ромео і Джульєтта» та «Гамлет» Вільяма Шекспіра, «Шаріка» і «Гуцулка Ксеня» Ярослава Барнича, «Наталка-Полтавка» Івана Котляревського, «Дядя Ваня» Антона Чехова, «Ідіот» Федора Достоєвського, трилогія «Мазепа» Богдана Лепкого (інсценізація Б. Антківа), «Андрей» В. Герасимчука, «Пролітаючи над гніздом зозулі» Д. Васермана, «У неділю рано зілля копала» Ольги Кобилянської, «Коханий нелюб» Ярослава Стельмаха, «Неаполь — місто попелюшок» Надія Ковалик, «Мадам Боварі» Гюстава Флобера, «Криваве весілля» Федеріко Гарсія Лорки, «УБН» Галини Тельнюк.
Неоднозначна реакція критики і публіки на ці речі є яскравим виявом демократії і свободи, що панує в творчих майстернях львівської Мельпомени.
Хвиля піднесення приводить до театру таких акторів, як Ярослав Мука, Степан Глова, Р. Біль, Наталія Лань, І. Швайківська, Тарас Жирко, Орест Гарда, Ігор Гаврилів, Р. Мервінський, Олександр Кузьменко, Максим Максименко, В. Щербань, Л. Остринська, О. Самолюк, Н. Лісова, Орест Огородник, О. Сікиринський, Я. Кіргач, Н. Шепетюк, Х. Гриценко, В. Мацялко, Х. Гузиль, В. Копоть, В. Гончаренко, В. Коржук, Олександр Норчук, Ю. Чеков, О. Люта, Т. Павелко. Розширився і гастрольний діапазон театру: Велика Британія, Канада, США, Польща, Словаччина, Литва, Німеччина, Іспанія.
В січні 2002 року уряд України надав заньківчанам статус Національного академічного українського драматичного театру імені Марії Заньковецької. Це сприяло творчому росту театру, активному мистецькому життю цього неповторного театрального колективу. У Львівській музичній академії (консерваторії) ім. М. Лисенка було створено акторський курс, який закінчили відомі актори театру Назар Стригун, А. Сотникова, О. Сікиринський, Орест Огородник та інші. У 2004 році було створено при Львівському Національному університеті імені Івана Франка факультет культури і мистецтв, який очолив заньківчанин народний артист України академік Богдан Козак. До театру прийшло багато цікавої творчої молоді, яка вже під час навчання сповідує істинно заньківчанські творчі принципи. М. Солук, М. Фехтель, Н. Боймук, Ю.Хвостенко, Б. Ревкевич, А. Сніцарчук, Н. Московець, С. Мелеш, Г. Далявська, А. Войтюк, Д. Каршневич, Р. Гавриш, М. Шумейко, Н. Поліщук-Московець, Ю. Коржук, М. Кулай, І. Калинюк, Ю. Волинський, Р. Мартин, О. Федорченко творять нове перспективне покоління театру.
Починаючи з 2009 року в репертуар театру оновився завдяки молодим режисерам, які не тільки брали за основу своїх вистав всесвітньо відомі драми, романи, поеми, але й ставили українську сучасну драматургію.

### Закон Княжицького-Подоляк. Звільнення корифеїв. Скандали 2018 - 2022 років.
26 вересня 2019 року, як повідомив зі сцени Головний режисер театру, Народний артист України Федір Стригун, у зв’язку з непродовженням контракту Заслужений артист України Ярослав Кіргач, за плечима якого близько сотні ролей і багатолітнє служіння театру, востаннє вийшов на сцену театру ім. Марії Заньковецької. В коментарях для медіа, Андрій Мацяк пояснив причину звільнення актора, відсутність в нього професійного росту. Акторський склад висловив протест таким діям керівництва, і оголосили ряд акцій з вимогою звільнити Андрія Мацяка з посади. До акцій зокрема активно долучились такі видатні актори, як Федір Стригун, Таїсія Литвиненко, Януш Юхницький, Андрій Сніцарчук, Юрій Хвостенко, та інші актори.
26 листопада 2019 року, стало відомо, що Андрій Мацяк вирішив не продовжувати контракти з головним режисером театру Федором Стригуном та Таїсією Литвиненко.
На фоні скандалу, провідний актор театру ім .Марії Заньковецької Юрій Хвостенко в грудні 2019 року покинув театр та перейшов до Івано-Франківського національного театру. 
В липні 2020 року з театру звільнилась виконавиця головної ролі в драмі "Дама з камеліями" Анна Матійченко.
3 серпня 2020 року, Андрій Мацяк не продовжив контракт ще з одним учасником протестів - заслуженим діячем мистецтв України Юрієм Чековим. А вже 5 серпня про припинення дії контракту повідомили Романа Мартина, який напередодні з групою акторів завершив зйомки свого чергового короткометражного фільму “Сліпий випадок”, сюжет якого створений з розповідей незрячих. А один з попередніх їх проєктів короткометражних фільмів "Гамбіт", став Лауреатом фестивалю "Громадський проектор".
В період 2019-2022 років в театрі масово почали "списувати" вистави, участь в яких брали актори, які потрапили під завершення дії контрактів, а також роботи Федора Стригуна. Зокрема була списана вистава Стригуна "Украдене щастя", а також вистави Ореста Огородника: "Криза", "Останній Гречкосій", "Блазні Мимоволі", "Безодня" і "Соло, для Мідних труб". Було заявлено, що вони "не відповідають рівню театру".
29 серпня 2022 року стало відомо, що напередодні 75-річного ювілею з дня народження – народного артиста України, актора Національного академічного українського драматичного театру ім. М. Заньковецької у Львові Януша Юхницького, якого шанувальники називають "львівський Бельмондо" також повідомили про завершення контракту.
10 вересня 2022 року, з ініціативи Андрія Мацяка було прийняте рішення про непродовження контракту з заслуженим артистом України Андрієм Сніцарчуком, який на той час, був мобілізованим в Збройні Сили України й захищав Україну від російської агресії.

## Оркестр театру
Оркестр Національного драматичного театру імені Марії Заньковецької, керівником якого є народний артист України Богдан Мочурад — один з найкращих театральних оркестрів України. Колектив став автором багатьох концертних програм, які з незмінним успіхом презентувались як в Україні, так і за кордоном, був учасником багатьох міжнародних фестивалів. В 2009 році став лауреатом Гран-прі II міжнародного фестивалю фольклору, музики та мистецтва «Подляска октава культур» в Белостоці (Польща), в 2010 році VI Міжнародного фестивалю «Plai Natal» (Молдова).
Оркестр складається з 24 висококваліфікованих музикантів. Може готувати програми на замовлення, відкритий до співпраці з концертними агенціями, продюсерськими центрами і солістами.
Репертуар оркестру надзвичайно різноманітний: класична музика (Вівальді, Данці, Крамарж, Моцарт, П'яцола), народні мелодії (українські, румунські, балканські, єврейські, латиноамериканські та інші), джазові композиції та хіти світової естради.
Колектив записав 5 компакт дисків: «Зірки в очах твоїх», «Фаворити львівських муз», «Трояндовий цілунок», «Квіти ромена», «5.Найкраще».
2008 року оркестр розпочав унікальний проєкт «Відчинилося життя», в якому у його супроводі виступають кращі незрячі виконавці України.
Сьогодні театр продовжує реалізовувати цей проєкт. Проходять інтегровані благодійні концерти за спільної участі оркестру, талановитих незрячих вокалістів з різних куточків України і відомих оперних та естрадних артистів. Протягом 2008–2012 років організовано 40 концертів проєкту, до участі в яких залучено 87 незрячих виконавців з України, Польщі, Швеції, 18 зірок української опери та естради. Проєкт відкрив незрячим вокалістам шлях на «великий екран» — у телепроєкти «Народна зірка» (Зера Кіраджиєва, 2009 рік), «Україна має талант» (Олена Ковтун, 2010 р.), «Голос країни» (Іван Ганзера, 2011 р.)". Проєкт «Відчинилося життя» став переможцем Першого Національного конкурсу «Благодійна Україна» у номінації «Інновації у благодійності».
Оркестр театру разом з акторами театру створюють музичні вистави та вечори, які є неодмінною успішною складовою сучасного репертуару театру.

## Історія Будівлі театру

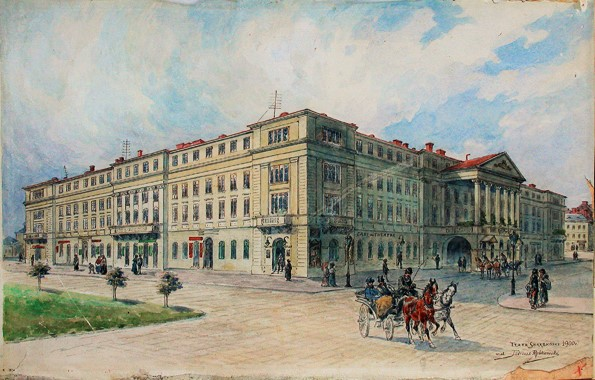
Театр Скарбека на початку XX століття

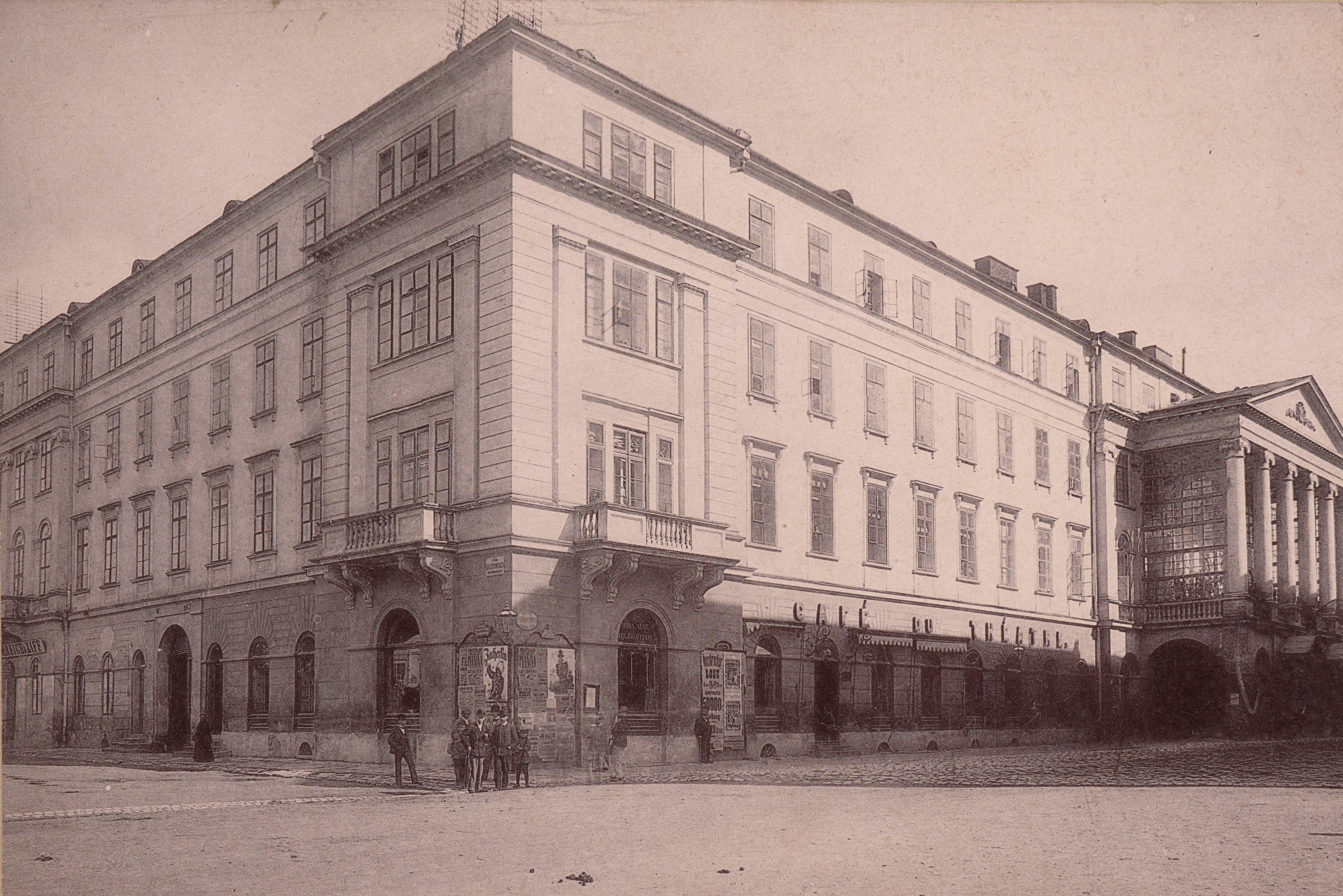
Театр Скарбека, 1900 рік

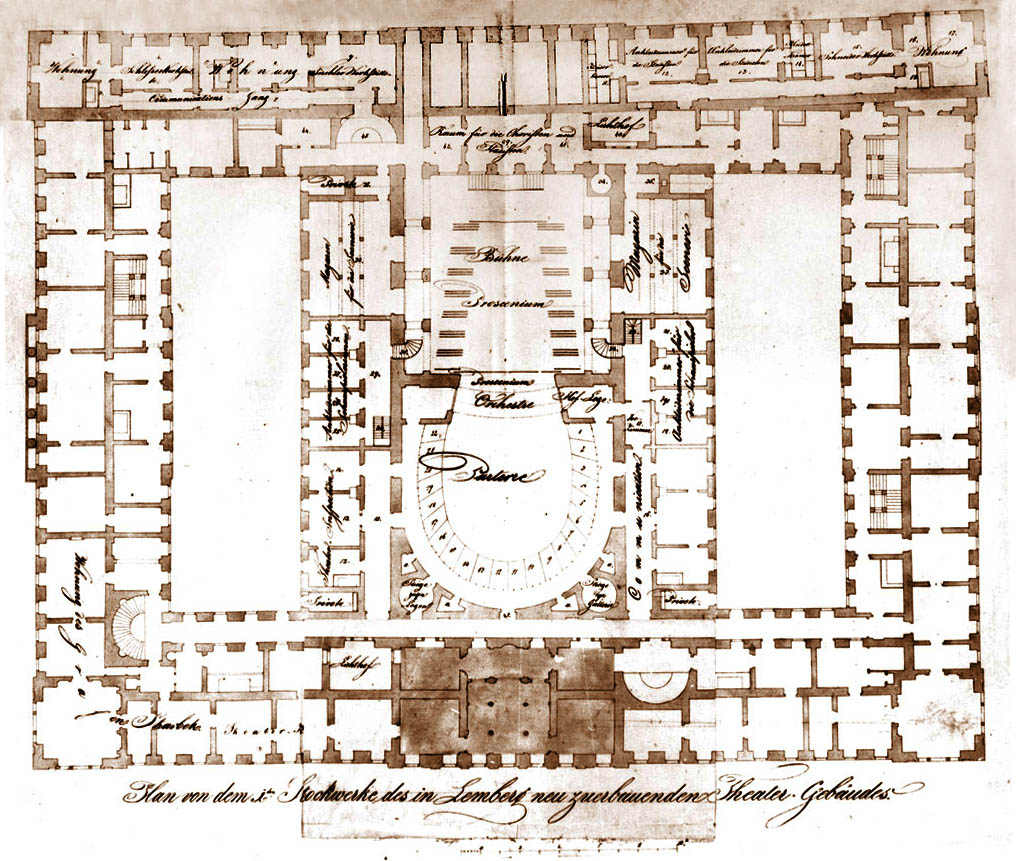
План Театру Скарбека

Театр графа Станіслава Скарбека, галицька «Ла Скала», Національний академічний український драматичний театр ім. Марії Заньковецької. Історія будівництва цієї унікальної споруди така ж бурхлива, як і зміна її назви.
Усе почалось у 1783 році, коли частину ділянки, де раніше стояв Низький замок, австрійський імператор Йосиф II подарував громаді для облаштування загальноміської споруди. За щасливим збігом обставин вибір суспільства та влади припав на користь театру. Однак мало минути ще понад п'ятдесят років, поки будівництво таки зрушилося з місця і тривало упродовж 1836—1842 років.
Головним інвестором проєкту став відомий підприємець, меценат та авантюрист граф Станіслав Скарбек. Ця ідея виникла у нього ще у 1818 році. Після здобуття численних дозволів та погоджень архітектори Людвіг Піхль та Йоганн Зальцман створили оригінальний проєкт. Згідно з ним «львівська Мельпомена» мала отримати житло у стилі віденського класицизму довжиною близько 96 метрів, шириною 76 і площею понад 7000 м².
Передбачилося, що театр буде оточений своєрідною дільницею, яка складатиметься з крамниць, кав'ярень, складів та численних житлових приміщень. Це мало стати надійною страховкою, якщо театральний проєкт виявився невдалим. На додаток театр на 50 років звільнявся від податків, а кожна театральна трупа, що прибувала до міста на гастролі, повинна була сплатити графові 10 % отриманих прибутків.
До початку будівництва в Європу для переймання передового досвіду відрядили будівничого Йоганна Зальцмана. Усе найкраще, що йому тоді вдалося знайти, максимально використали у Львові. Зокрема, дещо вдосконалюючи проєкт Л. Піхля, Й. Зальцман застосував оригінальні рішення для акустичної та оптичної побудови зали для глядачів. В облаштуванні підковоподібного амфітеатру він використав французьку модель, яка передбачала, що шляхетна публіка в лоджіях могла не лише чудово бачити сцену, а й принагідно продемонструвати себе іншим глядачам. Для тих, хто бажав затриматись у Львові на довший час, театр міг запропонувати крамниці, пекарню, кондитерську, кімнати для хворих і навіть власний комфортабельний готель, де, окрім розкішних кімнат, облаштували їдальню та ігрові кімнати. З часом у приміщеннях, що оточували амфітеатр, з'являться ще й ресторан та кінотеатр «Лев».
Внутрішньому декорові не поступався і зовнішній вигляд споруди. Від моменту прибуття увагу відвідувачів одразу ж привертав портал із шістьма іонійськими колонами великого ордеру, під який згідно з передбачливо проведеними обрахунками могла в'їхати навіть трійка коней. На дашку прибудови стояла квадрига коней покровителя мистецтв Аполлона. На жаль, у 1847 році під час сильної зливи вона впала на землю. Сьогодні з минулого пишного декору порталу збереглась лише літера «W» гербу «Абданк», до якого належав граф Станіслав Скарбек.

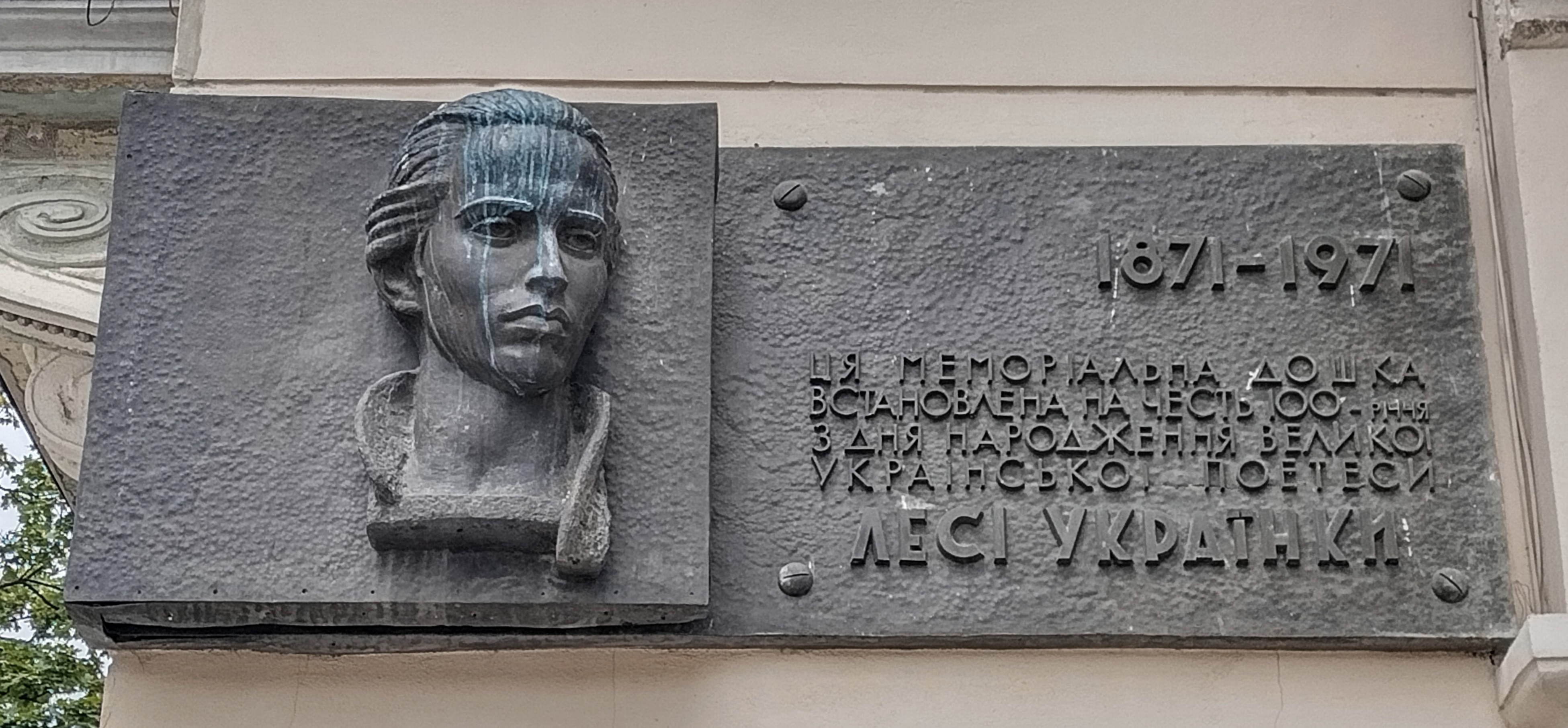
Меморіальна дошка Лесі Українки на будівлі театру (автор - Еммануїл Мисько)

На час завершення будівництва театр був дуже сучасною інженерною спорудою. Архітектори розробили для нього спеціальну систему опалення, що дозволяла за допомогою кількох печей обігріти приміщення амфітеатру. Не забули і про вентиляцію. Добре продумано засоби протипожежної безпеки. Функціональність допоміжних приміщень театру оцінили навіть депутати Галицького Сейму, котрі винаймали їх до часу, аж поки постала спеціально споруджена для них будівля. До численних приміщень будівничі додали й стайню, розраховану на 36 коней.
Деякі із застосованих архітектурних нововведень мають унікальний характер. Наприклад, купол над амфітеатром зали для глядачів. Виготовлення цієї складної конструкції з дерева та соломи приписують майстрові Михайлові Бублову на прізвище Керсак з Дуб'я. Вже у 1940-х роках її посилили металевими елементами. До початку другої світової війни вишуканості залу додавала люстра віденської фабрики «Демуза».
Але при виконанні будівельних робіт не вдалось уникнути й труднощів. Ще в момент проєктування серйозною перешкодою став болотистий ґрунт у місці, де мав постати театр. Для вирішення цієї проблеми С. Скарбек не пошкодував багаторічних дубів із власних маєтків під Миколаєвом. 16000 паль і сьогодні ефективно утримують фундамент будівлі від замокання та перекосів.
Попри те, що граф днював та ночував на будові, пильнуючи кожної витраченої цеглини, грошей усе ж забракло. Тоді С. Скарбек у черговий раз ризикнув усім, заклавши під позику у 80 000 рублів власні маєтки. І не помилився! Урочисте відкриття театру на 1460 місць для глядачів відбулося 28 березня 1842 року твором «Життя як сон» драматурга Ф. Грільпарцера. А вже наступна вистава комедіографа А. Фредра «Дівочі обітниці» започаткувала комерційний успіх театру.
Допомогло й те, що під час щорічного львівського ярмарку «Контракти» театр не тільки виконував функцію осередку мистецтва, а й був місцем світських зустрічей, розваг та навіть пошуку наречених. Його редутові (бальні) зали часто приймали бали, урочистості. Кажуть, саме так закохався і сам Станіслав Скарбек, коли на балу на честь неаполітанської королеви запросив до першого танцю не її величність, чого вимагав етикет, а 15-річну Софію Яблоновську.
1894—1896 років директором театру був польський драматург Зигмунт Пшибильський.
З часом зазнавала змін будівля театру. Станіслав Скарбек не просто дбав про своє дітище. Він жив ним і в ньому. Спеціально для нього архітектор Л. Піхль у південно-західному крилі будівлі запланував апартаменти та робочий кабінет.
Проте ані він, ані інші будівничі минулого не могли собі уявити, як вдосконалять їхнє дітище у XX столітті. З 1941 року велику реконструкцію театру розпочали німці, плануючи перетворити його на заклад виключно для себе. А у радянський час один із директорів, якого влада скерувала піднімати пролетарське мистецтво, запропонував використати як обертовий механізм для сцени мотори із шахти. Отак уже понад п'ятдесят років вони й крутять акторами та видають мистецтво на-гора. Простора танцювальна та концертна зала над головним входом, де зустрічалась еліта тогочасного Львова, у післявоєнний час перетворилась на місце творчих зустрічей чи навіть новорічних вистав для дітей.
Сьогодні театр знову повертається до своїх першовзірців. Національному драматичному театрові імені Марії Заньковецької є чим пишатись. Сцена, що бачила виступи Ніколо Паганіні, Ференца Ліста, Сари Бернар, і сьогодні збирає численне коло прихильників та шанувальників. Мистецьке життя вирує на сцені, в залі та поза стінами будівлі. Театр продовжує зберігати та примножувати традиції одного з провідних осередків європейської культури.

## 100 років театру
2017 рік став особливим для Заньківчан, адже саме сто років минуло з дня заснування театру. Програма святкування масштабна та триває весь ювілейний сезон 2017—2018. Окрім цього було здійснено ряд ремонтних робіт у приміщенні театру, а також замінено підлогу та стільці у великій глядній залі та ін.
До уваги львів'ян та гостей міста презентовано одразу дві експозиції. Виставка «Театр Заньковецької. Перші 100 років» експонується в приміщенні Національного музею у Львові ім. А. Шептицького (пр. Свободи, 20) з 10 листопада по 6 грудня 2017 року, художником-оформлювачем є художник-постановник театру Наталія Тарасенко. Рідкісні експонати до виставки було надано Музеєм театрального, музичного та кіномистецтва України. Цей найдавніший на українських теренах музей театрального профілю в співпраці із Заньківчанами створив експозиційний простір, що репрезентує невідомий широкому загалу рух театру в часі і просторі. На другому поверсі фоє театру стартувала виставка, яка показує репертуар театру за 100 років існування: найяскравіші вистави, найцікавіші сценографічні рішення, режисерські та акторські роботи, художником-оформлювачем виставки є з.д.м. Польщі Олександр Оверчук.
Заньківчани мають багато друзів, адже театральний світ не обмежують жодні кордони. Привітати виставами приїхали кращі Національні драматичні театри Східної Європи, а саме: Національний академічний драматичний театр ім. І. Франка (Київ, Україна), Національний академічний театр російської драми ім. Лесі Українки (Київ, України), Театр Польський ім. А. Шифмана (Варшава, Польща), Литовський Національний драматичний театр (Вільнюс, Литва) тощо.
До ювілею на сцені театру відбулась прем'єра вистави «Марія Заньковецька» І. Рябокляча у постановці народного артиста України, лауреата Національної премії України імені Тараса Шевченка Федора Стригуна. Нове прочитання відомої історії життя однієї з найвідоміших жінок України, яка не просто вболівала за рідну землю, народ, а стала однією з тих, хто ніс далеко за межі нашої держави самобутню культури української нації. Потужна акторська майстерність, сценографічна атмосферність та особливе режисерське бачення, створюють справді класичну хрестоматійну виставу, яка вражає своєю глибиною та всеосяжністю.
Сама ж святкова академія відбулась 19 листопада 2017 року. Гостям презентували відеофільм про історію театру, уривки з вистав, на завершення — відеозапис монологу з вистави «Житєйське море» у виконанні художнього керівника, режисера-постановника і актора театру Федора Стригуна. Привітав заньківчан із річницею театру та зачитав вітання від Президента України Петра Порошенка голова Львівської ОДА Олег Синютка. «Хочу урочисто вручити це вітання від Президента України людині, яка була, є і буде символом театру — Федору Стригуну. Людині, яка 30 років тому очолила цей колектив і провела його до зірок. Дякуємо вам за вашу життєву позицію, патріотизм і майстерність. Творчих успіхів, гараздів, процвітання і миру», — наголосив Олег Синютка.
Голова Львівської ОДА також вручив державні нагороди кращим працівникам театру. Відтак, Указом Президента України за значний особистий внесок у розвиток національної культури і мистецтва, вагомі творчі здобутки та високу професійну майстерність нагородили орденом «За заслуги» II ступеня Андрія Мацяка — генерального директора Національного академічного українського драматичного театру імені Марії Заньковецької, орденом «За заслуги» III ступеня Януша Юхницького — артиста — провідного майстра сцени державного підприємства «Національний академічний український драматичний театр імені Марії Заньковецької». Окрім того, присвоїли почесні звання «Народний  артист України» Наталії Лань — артистці державного підприємства «Національний академічний український драматичний театр імені Марії Заньковецької», «Заслужений артист України» Наталії Лісовій — артистці державного підприємства «Національний академічний український драматичний театр імені Марії Заньковецької», «Заслужений працівник культури України» Катерині Калінчук — кравцю державного підприємства «Національний академічний український драматичний театр імені Марії Заньковецької». Вітали зі сцени генеральний директор та художній керівник Національного театру російської драми ім. Лесі Українки Народний артист України, лауреат Національної премії України ім. Т .Г. Шевченка, академік — співзасновник Національної академії мистецтв України Михайло Резнікович, а також титуловані актори Національного драматичного театру ім. І. Франка та інші гості.

## Діючий репертуар
| №   | назва вистави                         | автор                  | режисер                         | художник-постановник                                     |
| --- | ------------------------------------- | ---------------------- | ------------------------------- | -------------------------------------------------------- |
| 1.  | «Блакитна троянда»                    | Леся Українка          | н.а. України Таїсія Литвиненко  | з.д.м. України Людмила Боярська                          |
| 2.  | «Блазні мимоволі»                     | Орест Огородник        | з.д.м. України Орест Огородник  | народний художник України Мирон Кипріян                  |
| 3.  | «Безодня»                             | Орест Огородник        | з.д.м. України Орест Огородник  | народний художник України Мирон Кипріян                  |
| 4.  | «Бояриня»                             | Леся Українка          | н.а. України Григорій Шумейко   | Наталія Руденко                                          |
| 5.  | «Віяло леді Віндермір»                | О. Уальд               | н.а. України Федір Стригун      | з.д.м. України Людмила Боярська                          |
| 6.  | «Голий король»                        | Є. Шварц               | з.д.м. України Вадим Сікорський | Наталя Тарасенко                                         |
| 7.  | «Гуцулка Ксеня»                       | Я. Барнич              | н.а. України Федір Стригун      | народний художник України Мирон Кипріян                  |
| 8.  | «Дама з камеліями»                    | О. Дюма-син            | н.а. України Федір Стригун      | з.д.м. України Людмила Боярська                          |
| 9.  | «Дивоквітка»                          | Н. Боймук              | Богдан Ревкевич                 | Віолетта Макар                                           |
| 10. | «Жіночий Дім» (Ціна любові)           | З. Налковська          | н.а. України Алла Бабенко       | з.д.м. Польщі Олександр Оверчук                          |
| 11. | «За двома зайцями»                    | М. Старицький          | з.д.м. України Орест Огородник  | народний художник України Мирон Кипріян                  |
| 12. | «Ісус, Син Бога живого»               | В. Босович             | н.а. України Федір Стригун      | народний художник України Мирон Кипріян                  |
| 13. | «Івасик Телесик»                      | Орест Огородник        | з.д.м. України Орест Огородник  | з.д.м. України Людмила Боярська                          |
| 14. | «Криза»                               | Орест Огородник        | з.д.м. України Орест Огородник  | народний художник України Мирон Кипріян                  |
| 15. | «Марія Заньковецька»                  | І. Рябокляч            | н.а. України Федір Стригун      | з.д.м. Польщі Олександр Оверчук                          |
| 16. | «Наталка Полтавка»                    | І. Котляревський       | н.а. України Федір Стригун      | народний художник України Мирон Кипріян                  |
| 17. | «Назар Стодоля»                       | Т. Шевченко            | н.а. України Федір Стригун      | з.д.м. України Б. Покровецький, О. Гелитович, М. Михащук |
| 18. | «Небилиці про Івана…»                 | І. Миколайчук          | з.д.м. України Вадим Сікорський | Наталя Тарасенко                                         |
| 19. | «Одруження»                           | М. Гоголь              | н.а. України Алла Бабенко       | з.д.м. України Людмила Боярська                          |
| 20. | «Останній гречкосій»                  | Орест Огородник        | з.д.м. України Орест Огородник  | народний художник України Мирон Кипріян                  |
| 21. | «Полліанна»                           | Е. Портер              | Богдан Ревкевич                 | Наталя Тарасенко                                         |
| 22. | «По щучому велінню»                   | М. Кропивницький       | з.д.м. України Вадим Сікорський | народний художник України Мирон Кипріян                  |
| 23. | «Ревізор»                             | М. Гоголь              | з.д.м. України Вадим Сікорський | Наталя Тарасенко                                         |
| 24. | «Ромео і Джульєтта в кінці листопада» | Я. Отченашек           | н.а. України Алла Бабенко       | з.д.м. України Людмила Боярська                          |
| 25. | «Рідзвяна ніч»                        | М. Старицький          | н.а. України Федір Стригун      | з.д.м. України Богдан Покровецький, Михайло Михащук      |
| 26. | «Сільва»                              | І. Кальман             | н.а. України Федір Стригун      | з.д.м. України Людмила Боярська                          |
| 27. | «Сватання на Гончарівці»              | Г. Квітка-Основ'яненко | н.а. України Федір Стригун      | народний художник України Мирон Кипріян                  |
| 28. | «Сто тисяч»                           | І. Карпенко-Карий      | з.д.м. України Орест Огородник  | Наталія Руденко                                          |
| 29. | «Труффальдіно з Бергамо»              | К. Гольдоні            | Богдан Ревкевич                 | Віолетта Макар                                           |
| 30. | «Украдене щастя»                      | І. Франко              | н.а. України Федір Стригун      | з.д.м. України Богдан Покровецький, Михайло Михащук      |
| 31. | «Ханума»                              | А. Цагерелі            | з.д.м. України Вадим Сікорський | народний художник України Мирон Кипріян                  |
| 32. | «Циліндр»                             | Е. де Філіпо           | н.а. України Федір Стригун      | з.д.м. України Людмила Боярська                          |
| 33. | «Шаріка»                              | Я. Барнич              | н.а. України Федір Стригун      | народний художник України Мирон Кипріян                  |

| №  | назва вистави              | автор                | режисер                          | художник-постановник                    |
| -- | -------------------------- | -------------------- | -------------------------------- | --------------------------------------- |
| 1. | «Адам»                     | С. Руданський        | з.д.м. України Юрій Чеков        | Наталя Тарасенко, Наталія Михайличенко  |
|    | «Або-Або»                  | І Павлюк, Н. Лісова  | І.Павлюк                         |                                         |
|    | «Арт»                      | Я. Реза              | з.д.м. України Вадим Сікорський  | Влод Кауфман                            |
|    | «Безіменна зарка»          | М. Себастьян         | Богдан Ревкевич                  | Олексій Хорошко                         |
|    | «Божевільна»               | Р. Горак             | н.а. України Алла Бабенко        | н.а. України Алла Бабенко               |
|    | «Варшавська мелодія»       | А. Зорін             | н.а. України Таїсія Литвиненко   | з.д.м. України Людмила Боярська         |
|    | «Венера в хутрі»           | Л. Захер-Мазох       | н.а. України Таїсія Литвиненко   | з.д.м. України Людмила Боярська         |
|    | «Завчасна паморозь»        | Р.-М. Рільке         | н.а. України Таїсія Литвиненко   | з.д.м. України Людмила Боярська         |
|    | «Катерина»                 | Т. Шевченко          | Богдан Ревкевич                  | Наталія Тарасенко                       |
|    | «Картка любові»            | Р. Горак             | н.а. України Григорій Шумейко    | О. Нога, І. Кодлубай                    |
|    | «Мій Роден»                | О. Кіс               | Олена Крилова                    | Ася Кравчук                             |
|    | «Моя Франкіана»            | І. Франко            | н.а. України Святослав Максимчук |                                         |
|    | «Моя Шевченкіана»          | Т. Шевченко          | н.а. України Святослав Максимчук |                                         |
|    | «Поцілунок самотності»     | Р. Горак             | н.а. України Алла Бабенко        | народний художник України Мирон Кипріян |
|    | «Святомиколаївський вечір» | Р. Горак             | н.а. України Алла Бабенко        | з.д.м. України Людмила Боярська         |
|    | «Смак до черешень»         | А. Осецька           | з.д.м. України Галина Воловецька | Наталія Тарасенко                       |
|    | «Спогад про Саломею»       | Р. Горак             | н.а. України Алла Бабенко        | з.д.м. України Людмила Боярська         |
|    | «Та, котру любили»         | Р. Горак             | н.а. України Алла Бабенко        | з.д.м. Польщі Олександр Оверчук         |
|    | «Три любові»               | А. Дункан, І.Шнайдер | н.а. України Таїсія Литвиненко   | з.д.м. України Людмила Боярська         |
|    | «Тринадцята жінка»         | Т. Зарівна           | н.а. України Алла Бабенко        | Орест Гелитович                         |
|    | «Чоловік моєї дружини»     | М. Гавран            | Ярослав Жуков                    | Наталія Тарасенко                       |